# Liste der Baudenkmale in Twist (Emsland)
In der Liste der Baudenkmale in Twist sind alle Baudenkmale der niedersächsischen Gemeinde Twist (Emsland) aufgelistet. Die Quelle der Baudenkmale ist der Denkmalatlas Niedersachsen. Der Stand der Liste ist der 13. August 2022.

## Allgemein
In den Spalten befinden sich folgende Informationen:
- Lage: die Adresse des Baudenkmales und die geographischen Koordinaten. Kartenansicht, um Koordinaten zu setzen. In der Kartenansicht sind Baudenkmale ohne Koordinaten mit einem roten Marker dargestellt und können in der Karte gesetzt werden. Baudenkmale ohne Bild sind mit einem blauen Marker gekennzeichnet, Baudenkmale mit Bild mit einem grünen Marker.
- Bezeichnung: Bezeichnung des Baudenkmales
- Beschreibung: die Beschreibung des Baudenkmales. Unter § 3 Abs. 2 NDSchG werden Einzeldenkmale und unter § 3 Abs. 3 NDSchG Gruppen baulicher Anlagen und deren Bestandteile ausgewiesen.
- ID: die Objekt-ID des Baudenkmales
- Bild: ein Bild des Baudenkmales, ggf. zusätzlich mit einem Link zu weiteren Fotos des Baudenkmals im Medienarchiv Wikimedia Commons. Wenn man auf das Kamerasymbol klickt, können Fotos zu Baudenkmalen aus dieser Liste hochgeladen werden:

## Twist
| Lage                                             | Bezeichnung                         | Beschreibung | ID       | Bild           |
| ------------------------------------------------ | ----------------------------------- | --- | -------- | -------------- |
| Am Kanal 40 52° 38′ 40″ N, 7° 5′ 56″ O           | Dienstwohnung des Torf-Obermeisters | | 35947189 |                |
| Am Kanal 44 52° 38′ 38″ N, 7° 5′ 58″ O           | Nazareth-Kirche                     | | 35946454 | Weitere Bilder |
| Am Marktplatz 8 52° 38′ 8″ N, 7° 3′ 33″ O        | St. Georg (Kirche)                  | | 35946652 | Weitere Bilder |
| Am Marktplatz 8 52° 38′ 8″ N, 7° 3′ 31″ O        | St.Georg (Grabkreuz)                | Das Kreuz stammt vom Turm der alten Pfarrkirche von 1855. | 35947641 |                |
| Ansgarstraße 18 52° 38′ 9″ N, 7° 6′ 11″ O        | St. Ansgar (Kirche)                 | | 35946355 | Weitere Bilder |
| Auf dem Bült 52° 38′ 29″ N, 7° 3′ 38″ O          | Platzer-Denkmal                     | Der Bildstock erinnert an einen tragischen Todesfall, der 1888 die Menschen im Ort sehr bewegte. Es ist zugleich ein Denkmal für die Familie Platzer. Johann Petrus Platzer, niederländische Kaufmann aus Nieuw-Schoonebeek, beauftragte einen Steinmetz, eine Gedenkstätte am Rand der Wiese zu schaffen, als Ersatz für das alte hölzerne Wegekreuz. | 35946705 |                |
| Auf dem Bült 52° 38′ 17″ N, 7° 3′ 40″ O          | Wegekapelle                         | | 35946680 |                |
| Egon-Schöningh-Straße 52° 43′ 0″ N, 7° 5′ 40″ O  | Hogeveen-Kanal (Brücke)             | | 35946536 |                |
| Egon-Schöningh-Straße 52° 42′ 59″ N, 7° 5′ 39″ O | Hogeveen-Kanal (Brückenwärterhaus)  | | 35946622 |                |
| Franziskusstraße 7 52° 42′ 34″ N, 7° 5′ 55″ O    | St. Franziskus (Kirche)             | Baujahr 1929 Das markante Dachgewölbe wurde vom Merseburger Stadtbaurat Friedrich Zollinger erfunden und nach ihm benannt. Es erinnert mit seinen silber-blau changierenden Holzlamellen der Decke an ein Himmelsgewölbe. Es fällt kaum natürliches Licht in die Saalkirche, umso mehr Bedeutung kommt dem elektrischen Licht zu. Erst im Jahr der Fertigstellung der Kirche, wurde Schöninghsdorf an das Stromnetz angeschlossen. weitere Informationen | 35946563 | Weitere Bilder |
| Franziskusstraße 7 52° 42′ 35″ N, 7° 5′ 51″ O    | St. Franziskus (Friedhofskreuz)     | | 35947692 | BW             |
| Grüntalstraße 52° 44′ 37″ N, 7° 5′ 3″ O          | Kriegerdenkmal                      | | 35946966 |                |
| Grüntalstraße 52° 44′ 37″ N, 7° 5′ 3″ O          | Kriegerdenkmal (Einfriedung)        | | 35947719 |                |
| Grüntalstraße 2 52° 44′ 38″ N, 7° 5′ 3″ O        | St. Vinzenz von Paul (Kirche)       | Katholische, einschiffige, neuromanische Backstein-Saalkirche. Erbaut 1865–1866 von Johann Bernhard Hensen. Eingezogener, geräumiger Chor mit dem Kirchensaal entsprechender Firsthöhe. Eingezogener Westturm mit kupfergedecktem, abgeknicktem Spitzhelm und Annexbauten. Paarweise gekuppelte buntverglaste hohe Rundbogenfenster mit darüber liegendem Rundfenster im Kirchensaal sowie im Chorbereich. Gliederung der Turmfassaden durch schlichte Geschossgesimse, im Glockengeschoss des Turmes mit Ecklisenen und Trauffries, ebenso die Fassaden des Kirchensaales mit schlichten gebäudehohen Lisenen zwischen den Fensterelementen und Trauffries. Eingangsportal mit Sandstein-Maßwerk im Oberlicht. Niedrigerer Anbau im Norden, vermutlich spätere Erweiterung. Im Inneren bis unter das Satteldach geöffneter Kirchenraum und Chor mit holzverkleideter Decke und schlichter Empore mit Orgel im Westen. Ausmalung des Innenraumes von 1902. Halbfiguren von Jesuitenheiligen um 1700 aus der älteren Jesuitenkirche in Meppen (vgl. Coesfeld, Jesuitenkirche). | 35946272 | Weitere Bilder |
| Grüntalstraße 2 52° 44′ 38″ N, 7° 5′ 4″ O        | St. Vinzenz von Paul (Kirchhof)     | | 35946303 |                |
| Grüntalstraße 2 52° 44′ 39″ N, 7° 5′ 2″ O        | St. Vinzenz von Paul (Grabsteine)   | | 35947587 |                |
| Hebelermeer 119 52° 43′ 51″ N, 7° 4′ 3″ O        | Wohnhaus                            | | 35946329 |                |
| Hebelermeer 119 52° 43′ 51″ N, 7° 4′ 4″ O        | Wirtschaftsgebäude                  | | 35947511 |                |
| Neuringe 32 52° 37′ 52″ N, 7° 1′ 55″ O           | Kapelle                             | 1897 Kapellenbau um den Einwohnern der Moorgemeinde Neuringe den langen, unwegsamen Marsch zum Gottesdienstbesuch nach Emlichheim zu ersparen. Treibende Kraft beim Grundstückserwerb war der Lehrer Lamann, er war Küster und Organist und hielt im Wechsel mit dem Pastor aus Emlichheim mit Gottesdienst. Gepredigt wurde in hochdeutsch, die Psalmen wurden bis 1914 in Holländisch gesungen. 1904 Schenkung der Emlichheimer Orgel an die Gemeinde Neuringe. Erste Hinweise in Emlichheimer Kirchenbücher gehen zurück auf die Jahre 1542 und 1544, aus Rechnungen des Orgelbauers Georg Slegel aus Zwolle. | 35946381 | Weitere Bilder |
| Südstraße 138 52° 41′ 36″ N, 7° 5′ 49″ O         | ehem. Torffabrik Griendtsveen       | | 35947486 |                |
| Südstraße 148 – 156 52° 41′ 31″ N, 7° 5′ 49″ O   | Arbeiterwohnhaus Torffabrik         | | 35947486 |                |
| Südstraße 191 52° 41′ 15″ N, 7° 5′ 51″ O         | Ehem. Kolonialwarenhandl. Brüning   | | 35947434 |                |
| Südstraße 222 52° 41′ 6″ N, 7° 5′ 45″ O          | Kirche                              | Ehemalige evangelisch-reformierte Kirche, 1907 im Jugendstil errichtete Kapelle, im Januar 2019 stillgelegt und an Privat verkauft. | 35946592 |                |
| Südstraße 224 52° 41′ 5″ N, 7° 5′ 46″ O          | Pfarrhaus                           | | 35947040 |                |
| Zitterdell 52° 38′ 37″ N, 7° 3′ 20″ O            | Grenzstein No. 157                  | 2006 wurde die historische Grenzmarkierung gp157 entlang der deutschen Grenze bei Twist vom niederländischen Grundbuchamt dem deutschen Emsland Moormuseum in Geeste gespendet und durch diesen Granitstein ersetzt. | 35946480 |                |
| Zitterdell 52° 38′ 40″ N, 7° 3′ 20″ O            | Grenzstein                          | | 35946508 |                |
| Zitterdell 52° 38′ 40″ N, 7° 3′ 17″ O            | Grenzstein No.158                   | | 35947162 |                |

### Süd-Nord-Kanal
| Lage                                            | Bezeichnung  | Beschreibung | ID                                                | Bild |
| ----------------------------------------------- | ------------ | --- | ------------------------------------------------- | ---- |
| 52° 43′ 17″ N, 7° 6′ 1″ O                       | Teilstück IV | Kanalabschnitt des Süd-Nord-Kanals, Treidelpfade und Wallböschung. Der Kanalabschnitt in der Gemeinde ist etwa 12,5 km lang. | 35947742 35947845/1/-/ 35946241 35947742 35947845 |      |
| Fehndorfer Str. 52° 43′ 17″ N, 7° 6′ 1″ O       | Teilstück IV | Alleen | 35947793                                          | BW   |
| Fehndorfer Str. 52° 43′ 4″ N, 7° 6′ 1″ O        | Teilstück IV | Süd-Nord-Kanal,Drehbrücke Int.Nr. 9                                                                                          | 35947244                                          |      |
| Südstraße/Pappelallee 52° 42′ 7″ N, 7° 5′ 55″ O | Teilstück IV | Süd-Nord-Kanal,Drehbrücke Int.Nr. 8                                                                                          | 35947272                                          |      |
| 52° 41′ 36″ N, 7° 5′ 51″ O                      | Teilstück IV | Klappbrücke | 35947300                                          | BW   |
| Südstraße 52° 41′ 15″ N, 7° 5′ 49″ O            | Teilstück IV | Süd-Nord-Kanal,Drehbrücke Int.Nr. 7                                                                                          | 35947325                                          |      |
| Am Kanal 52° 38′ 12″ N, 7° 5′ 53″ O             | Teilstück IV | Süd-Nord-Kanal,Drehbrücke Int.Nr. 6                                                                                          | 35947353                                          |      |
| 52° 37′ 48″ N, 7° 5′ 52″ O                      | Teilstück IV | Süd-Nord-Kanal, Drehbrücke Int.Nr. 5                                                                                         | 35947380                                          |      |